# 倶知安町
倶知安町（くっちゃんちょう）は、北海道虻田郡にある町。後志総合振興局所在地。

## 概要
後志地域の行政の中心地としての役割を担っており、農業ではジャガイモの産地として知られている。また、自然を活かした観光業が盛んであり、2000年代以降は、スキーなどを目的とする日本国外からの観光客が多く訪れている。西隣のニセコ町や蘭越町とともに「ニセコ観光圏」を形成する。
北海道遺産に「スキーとニセコ連峰」が選定されている。ニセコ町とともにスキーリゾート開発が特に進んでおり、倶知安町内では、ひらふ地区や花園地区がリゾート開発の中核になっている。このうち「ひらふ地区」は主に倶知安町字山田と字樺山からなる地区の総称をいい、これらの地域とは別に倶知安町字比羅夫地区があるが尻別川を挟んだ羊蹄山側に位置している地区でありリゾート開発の影響の少ない地域となっている。日本国外の企業によるコンドミニアム建設ラッシュなどにより、倶知安町字山田が2006年から3年連続で住宅地の地価上昇率全国1位になった。2016年にも倶知安町旭が同全国1位となっている。なお、リゾート開発に伴う土地取引で分筆や合筆が繰り返され地番が不規則になっていたため、ひらふ地区にある倶知安町字山田の一部約212ヘクタールが、2022年10月から新たに「倶知安町ニセコひらふ」に住所が変更され、地番も整理された。

## 町名の由来
「倶知安」という地名の由来は諸説あり不明であるが、いずれもアイヌ語に由来する。なお、「倶知安」という字をあてたのは、当時の北海道庁参事官であった白仁武である。
| アイヌ語                            | アイヌ語       | 意味                                       | 由来 |
| カタカナ表記（アコㇿイタㇰ）        | ラテン翻字     | 意味                                       | 由来 |
| ----------------------------------- | -------------- | ------------------------------------------ | --- |
| クトゥサニ                          | kutu-sani      | ？                                         | 永田方正による。泥土の濁川の意とされる。 |
| クッサン                            | kut-san        | —                                          | 知里真志保による。川が円筒のような地形の所を流れ出していた。 |
| クッサンイ （クッサニ）             | kut-san-i      | 魚を捕る道具                               | 松浦武四郎による。 |
| クッサンイ （クッサニ）             | kut-san-i      | くだの（ようなところ）を・流れ出る・ところ | 町ではこの説を採っている。尻別川支流、倶登山（くとさん）川の旧名で、これが「クッシャニ」に転訛し現在の名となり、川は「クッシャニ」から「クドサニ」と変わって倶登山川となった。。 |
| クッサンイ （クッサニ）             | kut-san-i      | 崖(の所)を・流れ出る・もの（川）           | 山田秀三による試案。川水が昔ぶつかって崩していた土崖があった所。ただし「クッ(kut)」は通常岩崖を示す。                                                                            |
| クッサㇺウンペッ （クッサムンペッ） | kut-sam-un-pet | 岩崖・のかたわら・にある・川               | 現在の倶知安峠にあるクッチャウンペッという小川が由来と推定される。 |
| クチャウンナイ                      | kucha-un-nay   | 猟人のいる小屋のある沢                     | バチェラーによる。 |

## 地理
南に羊蹄山（蝦夷富士）、西にニセコ連峰がある小盆地に位置している。面積は261.24 km²。東西25.1 km、南北21.8 kmで海抜176 mに位置している。羊蹄山周辺は「支笏洞爺国立公園」に指定されており、ニセコアンヌプリ周辺は「ニセコ積丹小樽海岸国定公園」に指定されている。尻別川は清流日本一に認定されたことがあり、サケやサクラマスが遡上する川でもある。
- 山：羊蹄山（活火山、1,898 m）、ニセコアンヌプリ (1,308 m)、イワオヌプリ（活火山、1,116 m）、ニトヌプリ（活火山、1,080 m）、ワイスホルン (1,046 m)
- 河川：尻別川、倶登山川、ジャコ川、硫黄川
- 湖沼：半月湖、鏡沼

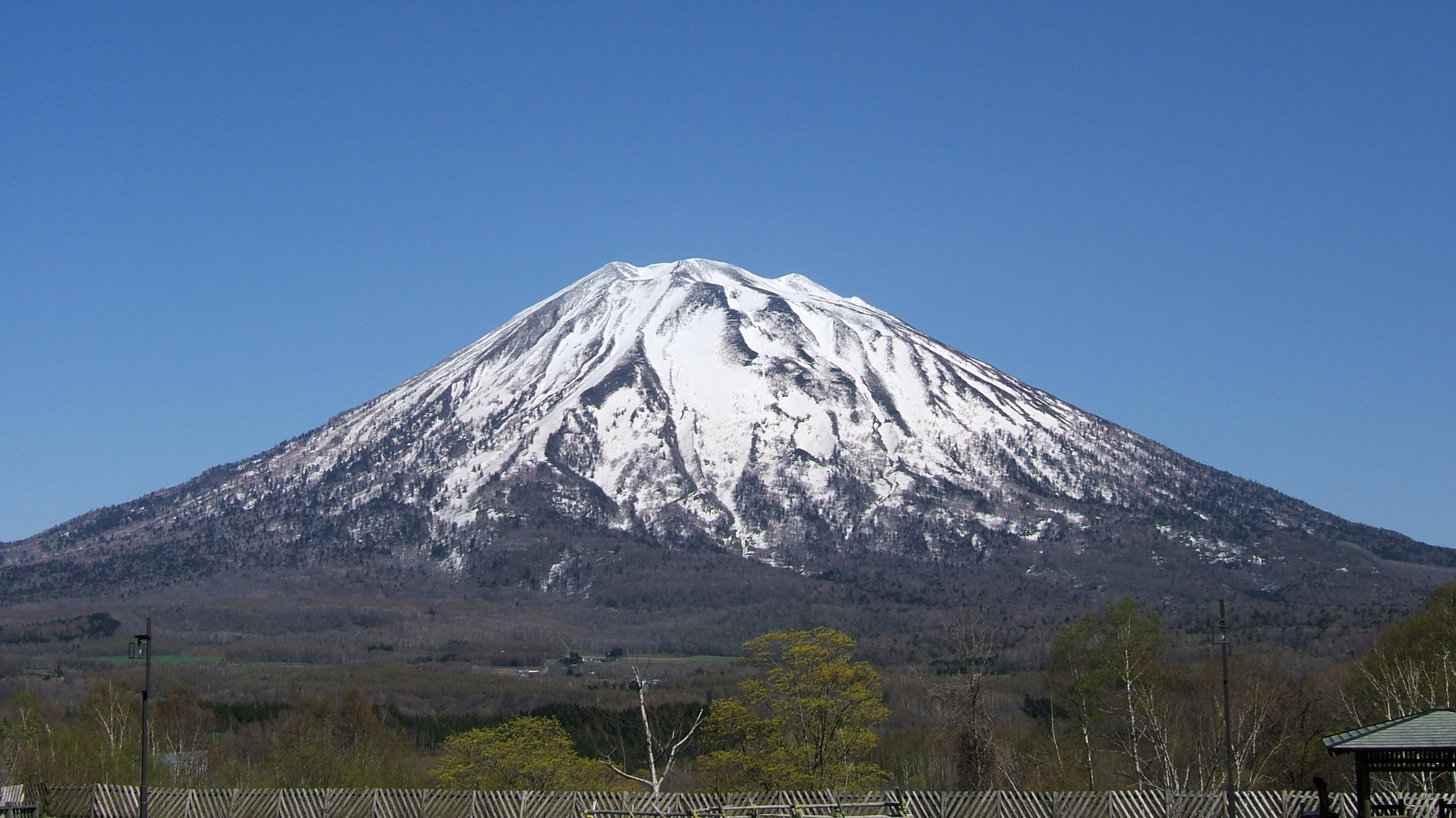
羊蹄山（2005年）
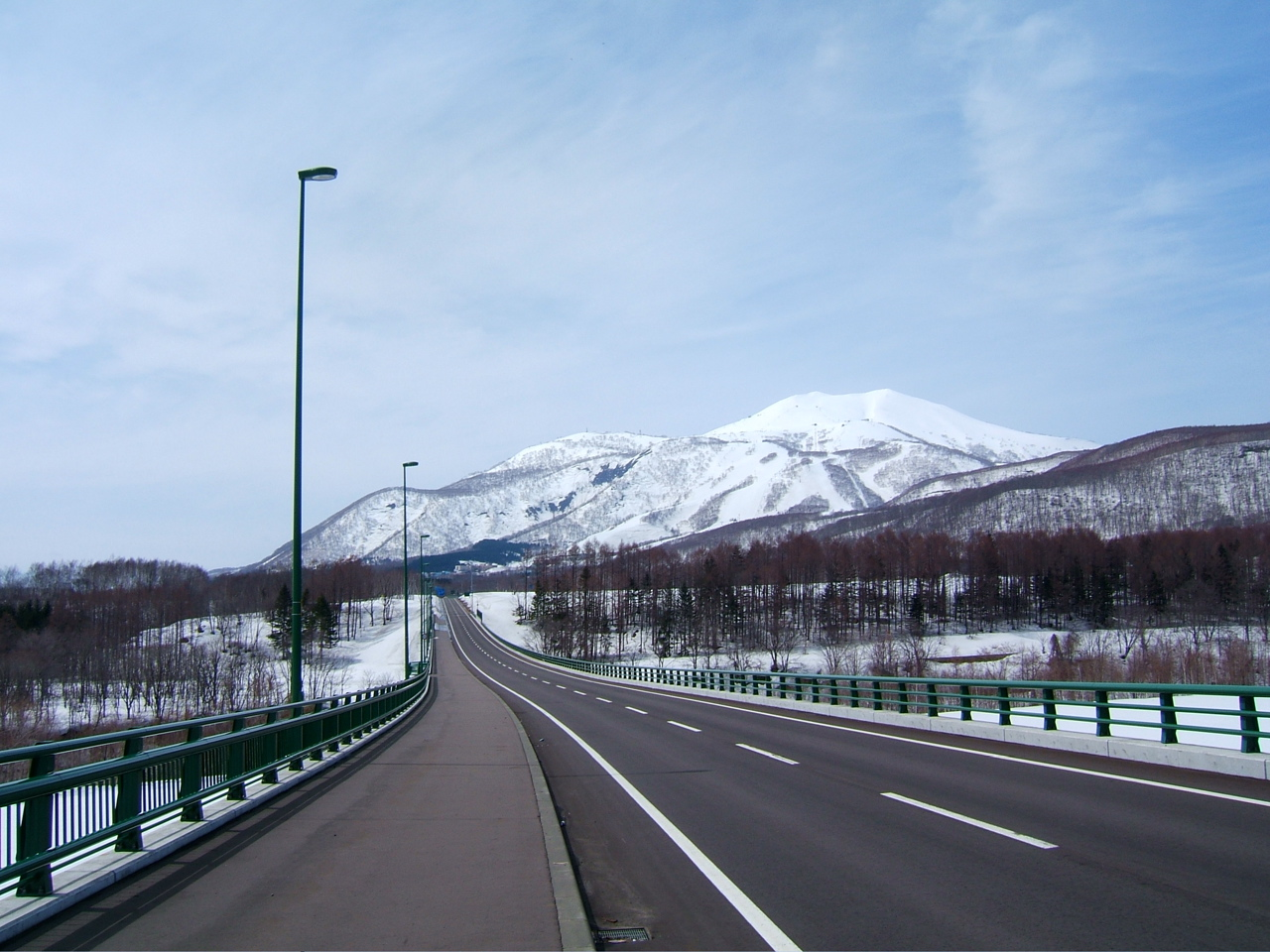
サンモリッツ大橋から望むニセコアンヌプリ（2006年）
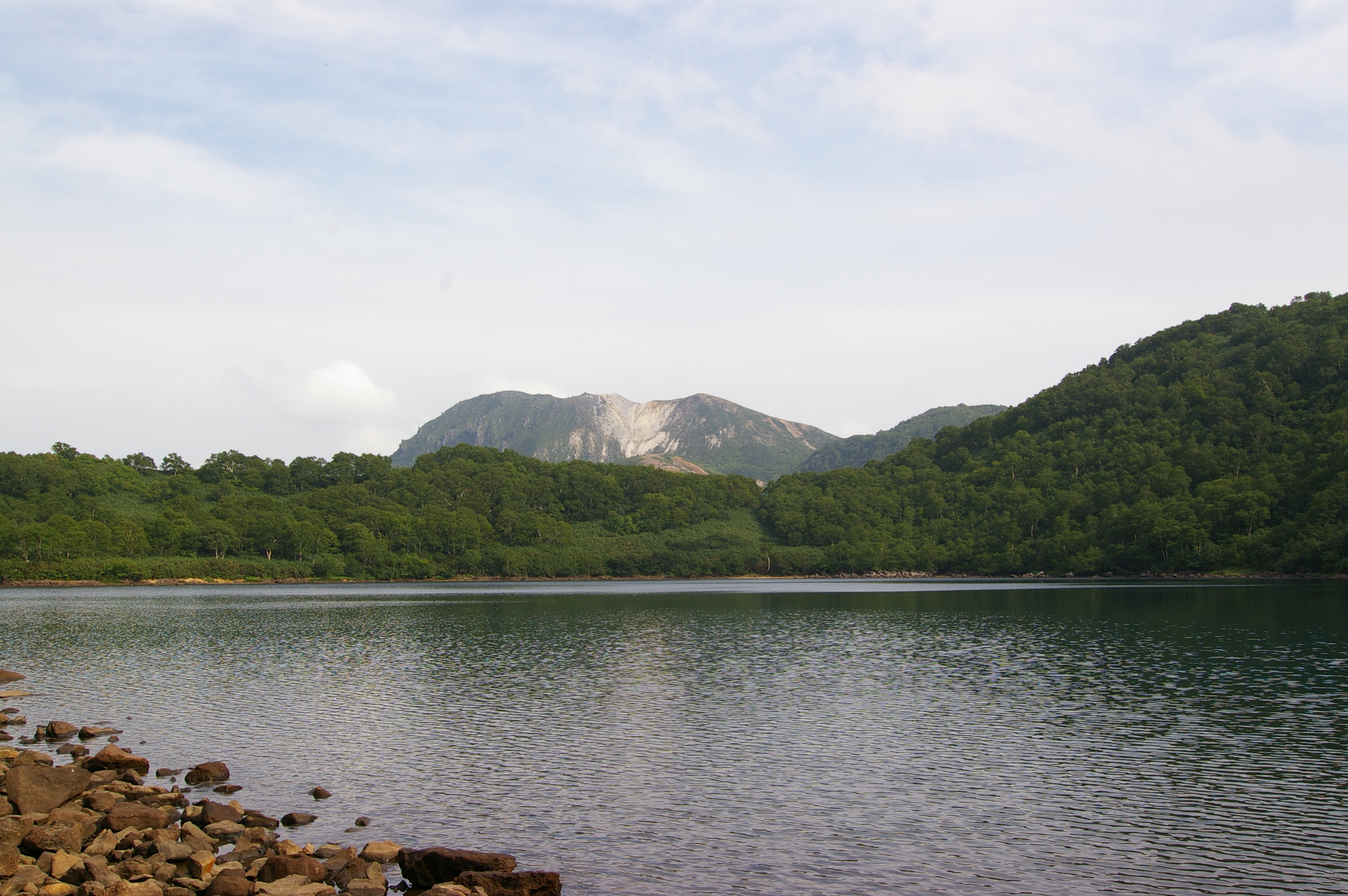
イワオヌプリとニセコ大沼（2007年）
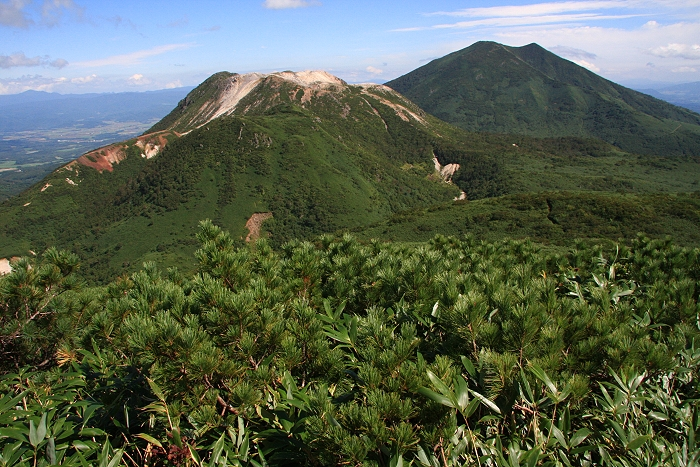
ニトヌプリ山頂から眺めたイワオヌプリ（左）とニセコアンヌプリ（右）（2012年）
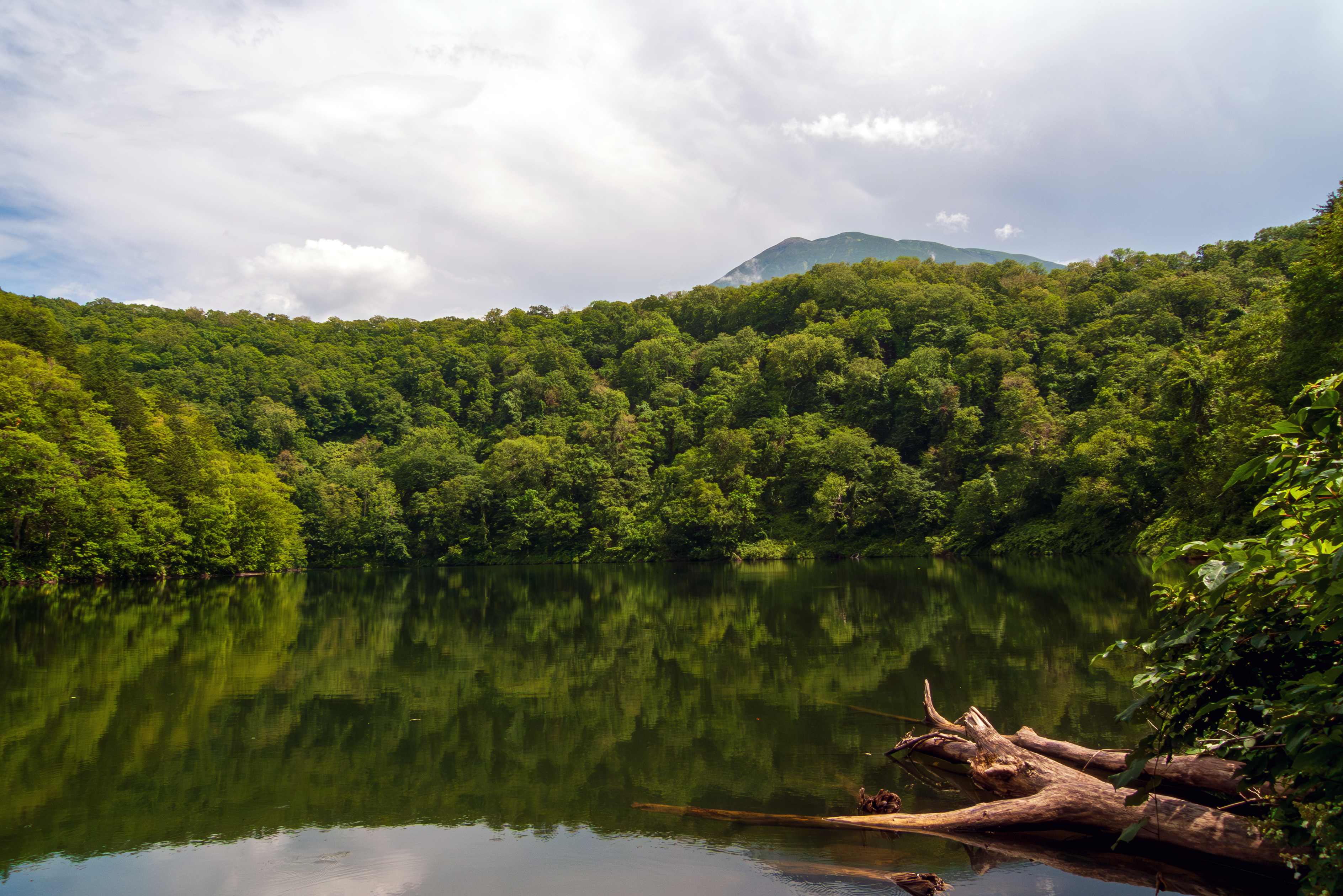
羊蹄山と半月湖（2013年）

### 気候
日本海側気候に分類され、春から夏にかけては温暖で晴天の日が多いが、冬は北西からの季節風の影響を受けて平均で年間10m以上の降雪量と2m弱の最深積雪を観測するなど日本でも有数の豪雪地帯であり、「特別豪雪地帯」に指定されている。月最深積雪の極値は1970年 3月25日の312 cm。この安定した冬の積雪を生かしてスキー産業が発達している。最低気温の極値は1945年（昭和20年）1月27日に-35.7度を観測しているが、1967年（昭和42年）1月16日観測の-31.2度以降、-30度以下の気温は観測されていない。2000年（平成12年）以降での最低気温は、2001年（平成13年）1月14日の-24.3度となっている。最高気温の極値は1999年（平成11年）8月8日及び2021年（令和3年）8月6日に観測された34.4度である。
| 倶知安特別地域気象観測所（倶知安町南1条東、標高176m）の気候  | 倶知安特別地域気象観測所（倶知安町南1条東、標高176m）の気候 | 倶知安特別地域気象観測所（倶知安町南1条東、標高176m）の気候 | 倶知安特別地域気象観測所（倶知安町南1条東、標高176m）の気候 | 倶知安特別地域気象観測所（倶知安町南1条東、標高176m）の気候 | 倶知安特別地域気象観測所（倶知安町南1条東、標高176m）の気候 | 倶知安特別地域気象観測所（倶知安町南1条東、標高176m）の気候 | 倶知安特別地域気象観測所（倶知安町南1条東、標高176m）の気候 | 倶知安特別地域気象観測所（倶知安町南1条東、標高176m）の気候 | 倶知安特別地域気象観測所（倶知安町南1条東、標高176m）の気候 | 倶知安特別地域気象観測所（倶知安町南1条東、標高176m）の気候 | 倶知安特別地域気象観測所（倶知安町南1条東、標高176m）の気候 | 倶知安特別地域気象観測所（倶知安町南1条東、標高176m）の気候 | 倶知安特別地域気象観測所（倶知安町南1条東、標高176m）の気候 |
| 月                                                           | 1月                                                         | 2月                                                         | 3月                                                         | 4月                                                         | 5月                                                         | 6月                                                         | 7月                                                         | 8月                                                         | 9月                                                         | 10月                                                        | 11月                                                        | 12月                                                        | 年                                                          |
| ------------------------------------------------------------ | ----------------------------------------------------------- | ----------------------------------------------------------- | ----------------------------------------------------------- | ----------------------------------------------------------- | ----------------------------------------------------------- | ----------------------------------------------------------- | ----------------------------------------------------------- | ----------------------------------------------------------- | ----------------------------------------------------------- | ----------------------------------------------------------- | ----------------------------------------------------------- | ----------------------------------------------------------- | ----------------------------------------------------------- |
| 最高気温記録 °C （°F）                                       | 8.7 (47.7)                                                  | 10.4 (50.7)                                                 | 14.4 (57.9)                                                 | 24.5 (76.1)                                                 | 32.5 (90.5)                                                 | 32.5 (90.5)                                                 | 34.1 (93.4)                                                 | 34.6 (94.3)                                                 | 32.0 (89.6)                                                 | 26.8 (80.2)                                                 | 20.0 (68)                                                   | 12.5 (54.5)                                                 | 34.6 (94.3)                                                 |
| 平均最高気温 °C （°F）                                       | −2.0 (28.4)                                                 | −1.0 (30.2)                                                 | 3.0 (37.4)                                                  | 9.8 (49.6)                                                  | 16.9 (62.4)                                                 | 20.9 (69.6)                                                 | 24.4 (75.9)                                                 | 25.4 (77.7)                                                 | 21.7 (71.1)                                                 | 15.0 (59)                                                   | 6.9 (44.4)                                                  | 0.0 (32)                                                    | 11.8 (53.2)                                                 |
| 日平均気温 °C （°F）                                         | −5.4 (22.3)                                                 | −4.9 (23.2)                                                 | −1.0 (30.2)                                                 | 4.9 (40.8)                                                  | 11.2 (52.2)                                                 | 15.6 (60.1)                                                 | 19.7 (67.5)                                                 | 20.6 (69.1)                                                 | 16.4 (61.5)                                                 | 9.7 (49.5)                                                  | 2.9 (37.2)                                                  | −3.1 (26.4)                                                 | 7.2 (45)                                                    |
| 平均最低気温 °C （°F）                                       | −9.6 (14.7)                                                 | −9.4 (15.1)                                                 | −5.7 (21.7)                                                 | 0.1 (32.2)                                                  | 6.0 (42.8)                                                  | 11.3 (52.3)                                                 | 16.1 (61)                                                   | 16.7 (62.1)                                                 | 11.3 (52.3)                                                 | 4.5 (40.1)                                                  | −1.0 (30.2)                                                 | −6.8 (19.8)                                                 | 2.8 (37)                                                    |
| 最低気温記録 °C （°F）                                       | −35.7 (−32.3)                                               | −28.7 (−19.7)                                               | −28.8 (−19.8)                                               | −18.6 (−1.5)                                                | −4.8 (23.4)                                                 | 0.1 (32.2)                                                  | 4.6 (40.3)                                                  | 4.8 (40.6)                                                  | −1.3 (29.7)                                                 | −8.9 (16)                                                   | −22.0 (−7.6)                                                | −27.0 (−16.6)                                               | −35.7 (−32.3)                                               |
| 降水量 mm （inch）                                           | 184.5 (7.264)                                               | 129.4 (5.094)                                               | 98.3 (3.87)                                                 | 67.1 (2.642)                                                | 75.8 (2.984)                                                | 59.9 (2.358)                                                | 102.3 (4.028)                                               | 153.1 (6.028)                                               | 133.3 (5.248)                                               | 128.2 (5.047)                                               | 182.8 (7.197)                                               | 217.7 (8.571)                                               | 1,532.3 (60.327)                                            |
| 降雪量 cm （inch）                                           | 253 (99.6)                                                  | 187 (73.6)                                                  | 122 (48)                                                    | 17 (6.7)                                                    | 0 (0)                                                       | 0 (0)                                                       | 0 (0)                                                       | 0 (0)                                                       | 0 (0)                                                       | 2 (0.8)                                                     | 95 (37.4)                                                   | 253 (99.6)                                                  | 921 (362.6)                                                 |
| 平均降水日数 （≥0.5 mm）                                     | 27.2                                                        | 23.6                                                        | 20.9                                                        | 14.3                                                        | 11.9                                                        | 9.4                                                         | 10.5                                                        | 11.6                                                        | 13.7                                                        | 16.9                                                        | 22.1                                                        | 27.2                                                        | 209.2                                                       |
| 平均降雪日数 （≥1 cm）                                       | 26.3                                                        | 23.4                                                        | 20.3                                                        | 7.5                                                         | 0.0                                                         | 0.0                                                         | 0.0                                                         | 0.0                                                         | 0.0                                                         | 0.5                                                         | 11.7                                                        | 25.2                                                        | 114.9                                                       |
| % 湿度                                                       | 82                                                          | 80                                                          | 75                                                          | 72                                                          | 74                                                          | 80                                                          | 83                                                          | 84                                                          | 82                                                          | 79                                                          | 80                                                          | 83                                                          | 79                                                          |
| 平均月間日照時間                                             | 47.0                                                        | 65.1                                                        | 121.1                                                       | 173.3                                                       | 189.9                                                       | 169.7                                                       | 144.5                                                       | 149.5                                                       | 149.3                                                       | 127.8                                                       | 65.5                                                        | 38.8                                                        | 1,441.4                                                     |
| 出典：気象庁（平均値：1991年 - 2020年、極値：1944年 - 現在） |                                                             |                                                             |                                                             |                                                             |                                                             |                                                             |                                                             |                                                             |                                                             |                                                             |                                                             |                                                             |                                                             |

| 倶知安測候所 1961 - 1990年平均の気候 | 倶知安測候所 1961 - 1990年平均の気候 | 倶知安測候所 1961 - 1990年平均の気候 | 倶知安測候所 1961 - 1990年平均の気候 | 倶知安測候所 1961 - 1990年平均の気候 | 倶知安測候所 1961 - 1990年平均の気候 | 倶知安測候所 1961 - 1990年平均の気候 | 倶知安測候所 1961 - 1990年平均の気候 | 倶知安測候所 1961 - 1990年平均の気候 | 倶知安測候所 1961 - 1990年平均の気候 | 倶知安測候所 1961 - 1990年平均の気候 | 倶知安測候所 1961 - 1990年平均の気候 | 倶知安測候所 1961 - 1990年平均の気候 | 倶知安測候所 1961 - 1990年平均の気候 |
| 月                                   | 1月                                  | 2月                                  | 3月                                  | 4月                                  | 5月                                  | 6月                                  | 7月                                  | 8月                                  | 9月                                  | 10月                                 | 11月                                 | 12月                                 | 年                                   |
| ------------------------------------ | ------------------------------------ | ------------------------------------ | ------------------------------------ | ------------------------------------ | ------------------------------------ | ------------------------------------ | ------------------------------------ | ------------------------------------ | ------------------------------------ | ------------------------------------ | ------------------------------------ | ------------------------------------ | ------------------------------------ |
| 平均最高気温 °C （°F）               | −2.5 (27.5)                          | −1.8 (28.8)                          | 2.1 (35.8)                           | 8.9 (48)                             | 16.1 (61)                            | 20.1 (68.2)                          | 23.8 (74.8)                          | 25.1 (77.2)                          | 20.8 (69.4)                          | 14.2 (57.6)                          | 6.4 (43.5)                           | 0.1 (32.2)                           | 11.11 (52)                           |
| 日平均気温 °C （°F）                 | −6.3 (20.7)                          | −6.1 (21)                            | −2.1 (28.2)                          | 4.1 (39.4)                           | 10.4 (50.7)                          | 14.9 (58.8)                          | 19.1 (66.4)                          | 20.4 (68.7)                          | 15.3 (59.5)                          | 8.6 (47.5)                           | 2.3 (36.1)                           | −3.3 (26.1)                          | 6.44 (43.59)                         |
| 平均最低気温 °C （°F）               | −11.3 (11.7)                         | −11.5 (11.3)                         | −7.0 (19.4)                          | −0.8 (30.6)                          | 4.8 (40.6)                           | 10.2 (50.4)                          | 15.2 (59.4)                          | 16.3 (61.3)                          | 10.1 (50.2)                          | 3.0 (37.4)                           | −1.8 (28.8)                          | −7.4 (18.7)                          | 1.65 (34.98)                         |
| 降雪量 cm （inch）                   | 410 (161.4)                          | 278 (109.4)                          | 138 (54.3)                           | 18 (7.1)                             | 0 (0)                                | 0 (0)                                | 0 (0)                                | 0 (0)                                | 0 (0)                                | 4 (1.6)                              | 120 (47.2)                           | 333 (131.1)                          | 1,301 (512.1)                        |
| 出典：World Climate Kutchan, Japan   |                                      |                                      |                                      |                                      |                                      |                                      |                                      |                                      |                                      |                                      |                                      |                                      |                                      |

### 人口
| |                                          |  |
| 倶知安町と全国の年齢別人口分布（2005年） | 倶知安町の年齢・男女別人口分布（2005年） |  |
| ■紫色 ― 倶知安町 ■緑色 ― 日本全国 | ■青色 ― 男性 ■赤色 ― 女性                |  |
| 倶知安町（に相当する地域）の人口の推移 \| 1970年（昭和45年） \| 19,146人 \| \| \| 1975年（昭和50年） \| 18,668人 \| \| \| 1980年（昭和55年） \| 18,893人 \| \| \| 1985年（昭和60年） \| 18,892人 \| \| \| 1990年（平成2年） \| 18,030人 \| \| \| 1995年（平成7年） \| 17,078人 \| \| \| 2000年（平成12年） \| 16,184人 \| \| \| 2005年（平成17年） \| 16,176人 \| \| \| 2010年（平成22年） \| 15,570人 \| \| \| 2015年（平成27年） \| 15,018人 \| \| \| 2020年（令和2年） \| 15,129人 \| \| |                                          |  |
| 総務省統計局 国勢調査より |                                          |  |
| 1970年（昭和45年） | 19,146人                                 |  |
| 1975年（昭和50年） | 18,668人                                 |  |
| 1980年（昭和55年） | 18,893人                                 |  |
| 1985年（昭和60年） | 18,892人                                 |  |
| 1990年（平成2年） | 18,030人                                 |  |
| 1995年（平成7年） | 17,078人                                 |  |
| 2000年（平成12年） | 16,184人                                 |  |
| 2005年（平成17年） | 16,176人                                 |  |
| 2010年（平成22年） | 15,570人                                 |  |
| 2015年（平成27年） | 15,018人                                 |  |
| 2020年（令和2年） | 15,129人                                 |  |

#### 消滅集落
2015年国勢調査によれば、以下の集落は調査時点で人口0人の消滅集落となっている。
- 倶知安町 - 字高嶺、字岩雄登、字緑、字山梨

## 歴史

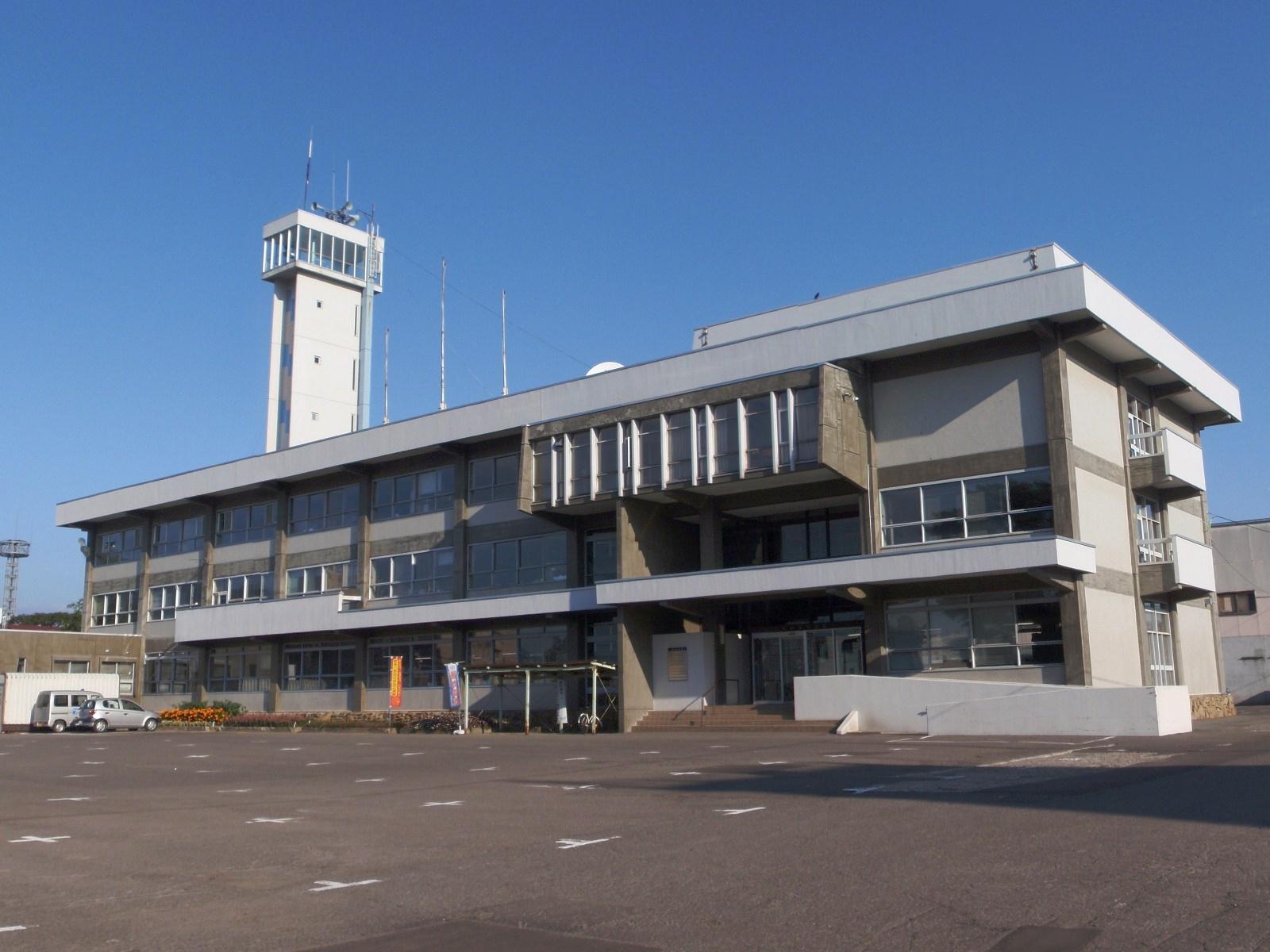
旧倶知安町役場（2008年）

「倶知安町のあゆみ」、「倶知安の歴史（年表）」参照
- 1800年（寛政11年）：江戸幕府の天領とされる。
- 1803年（享和03年）：弘前藩によって長万部 - 虻田間の道路改修。
- 1890年（明治23年）：官林200万町歩が御料局に引き渡され、御料林となる
- 1891年（明治24年）：クッチャン原野貸下げのための共同出願組合結成。
- 1892年（明治25年）：クッチャン原野の開墾始まる。
- 1893年（明治26年）：倶知安村を設置し、虻田村（現在の洞爺湖町）戸長役場の管轄になる。
- 1896年（明治29年）：倶知安村戸長役場が開庁。
- 1899年（明治32年）：室蘭支庁（現在の胆振総合振興局）から岩内支庁へ管轄変更。
- 1906年（明治39年）：二級町村制施行。
- 1904年（明治37年）：北海道鉄道函館本線開通。
- 1907年（明治40年）：山梨県で明治40年の大水害が発生。以降、山梨県からの移住が進む[23]。
- 1910年（明治43年）：後志支庁（現在の後志総合振興局）設置。東倶知安村（現在の京極町）分村。
- 1912年（明治45年）：テオドール・エードラー・フォン・レルヒ（レルヒ中佐）一行が羊蹄山スキー登山を試み、4合目から徒歩で登頂。
- 1916年（大正05年）：町制施行し、倶知安町となる。
- 1919年（大正08年）：京極軽便線（後の胆振線）開通（1986年廃止）。
- 1943年（昭和18年）：布袋座火災発生。
- 1954年（昭和29年） : 昭和天皇、香淳皇后の行幸啓。町営グラウンドで奉迎が行われた[24]。
- 1955年（昭和30年）：陸上自衛隊倶知安駐屯地開設。
- 1964年（昭和39年）：スイス・サンモリッツと「姉妹都市」提携。『倶知安町長杯全道ジャンプ大会』初開催（1997年廃止）。
- 1970年（昭和45年）：第25回国民体育大会冬季大会スキー競技会開催。
- 1985年（昭和60年）：北海道スピードパーク完成（2012年閉鎖）。
- 1986年（昭和61年）：第41回国民体育大会（かいじ国体）冬季大会スキー競技会開催。
- 1989年（平成元年）：第44回国民体育大会（はまなす国体）山岳競技・柔剣道競技会開催。
- 1991年（平成03年）：開基100周年記念式典。
- 1994年（平成06年）：総合体育館、くとさんパーク竣工。絵本館が開館。
- 1999年（平成11年）：小川原脩記念美術館が開館。
- 2002年（平成14年）：倶知安風土館が開館。
- 2005年（平成17年）：羊蹄大橋、サンモリッツ大橋が開通。
- 2006年（平成18年）：栃木県日光市と「観光パートナー都市」締結。
- 2008年（平成20年）：国道393号（赤井川道路）全線開通[25]。
- 2009年（平成21年）：倶知安町字山田、字樺山、字旭、字岩尾別、字花園の地域で「準都市計画区域」「特定用途制限地域」「景観地区」適用[26][27]。
- 2013年（平成25年）：倶知安・東陵の中学校2校が閉校し、新「倶知安中学校」開校。
- 2018年（平成30年）：日本国内初となる宿泊料金の2％を徴収する定率制の宿泊税条例を制定[28]。
- 2021年（令和3年）5月6日 - 倶知安町役場新庁舎供用開始[29]。

## 姉妹都市・観光パートナー都市
姉妹都市
- サンモリッツ（スイス）
  - 1964年（昭和39年）3月19日提携

観光パートナー都市
- 日光市（栃木県）
  - 2006年（平成18年）8月23日締結[30]

## 町議会
「俱知安町議会」参照
- 議員定数16人
- 議会
  - 定例会（3月・6月・9月・12月）
  - 臨時会
- 委員会
  - 議会運営委員会（定数8人）
  - 常任委員会
    - 総務常任委員会（定数6人以内）
    - 厚生文教常任委員会（定数6人以内）
    - 経済建設常任委員会（定数6人以内）

  - 特別委員会
    - 広報特別委員会（定数8人）
    - 自衛隊駐屯地特別委員会（定数8人）
    - 議会活性化特別委員会（定数15人）
    - 統合保育所に関する特別委員会（定数15人）

## 官公署
国の機関
- 法務省
  - 札幌法務局俱知安支局
- 財務省
  - 国税庁札幌国税局俱知安税務署
- 厚生労働省
  - 北海道労働局
    - 小樽労働基準監督署俱知安支署
    - 岩内公共職業安定所俱知安分室（ハローワーク俱知安（分））
- 農林水産省
  - 林野庁北海道森林管理局後志森林管理署
- 国土交通省
  - 北海道開発局小樽開発建設部俱知安開発事務所
- 防衛省
  - 陸上自衛隊倶知安駐屯地
  - 自衛隊札幌地方協力本部
    - 俱知安地域事務所
    - 札幌地域援護センター俱知安分室

道の機関
- 後志総合振興局
  - 北海道教育庁後志教育局
  - 北海道倶知安保健所
  - 北海道後志総合振興局後志農業改良普及センター
  - 北海道後志家畜保健衛生所
  - 北海道後志森づくりセンター

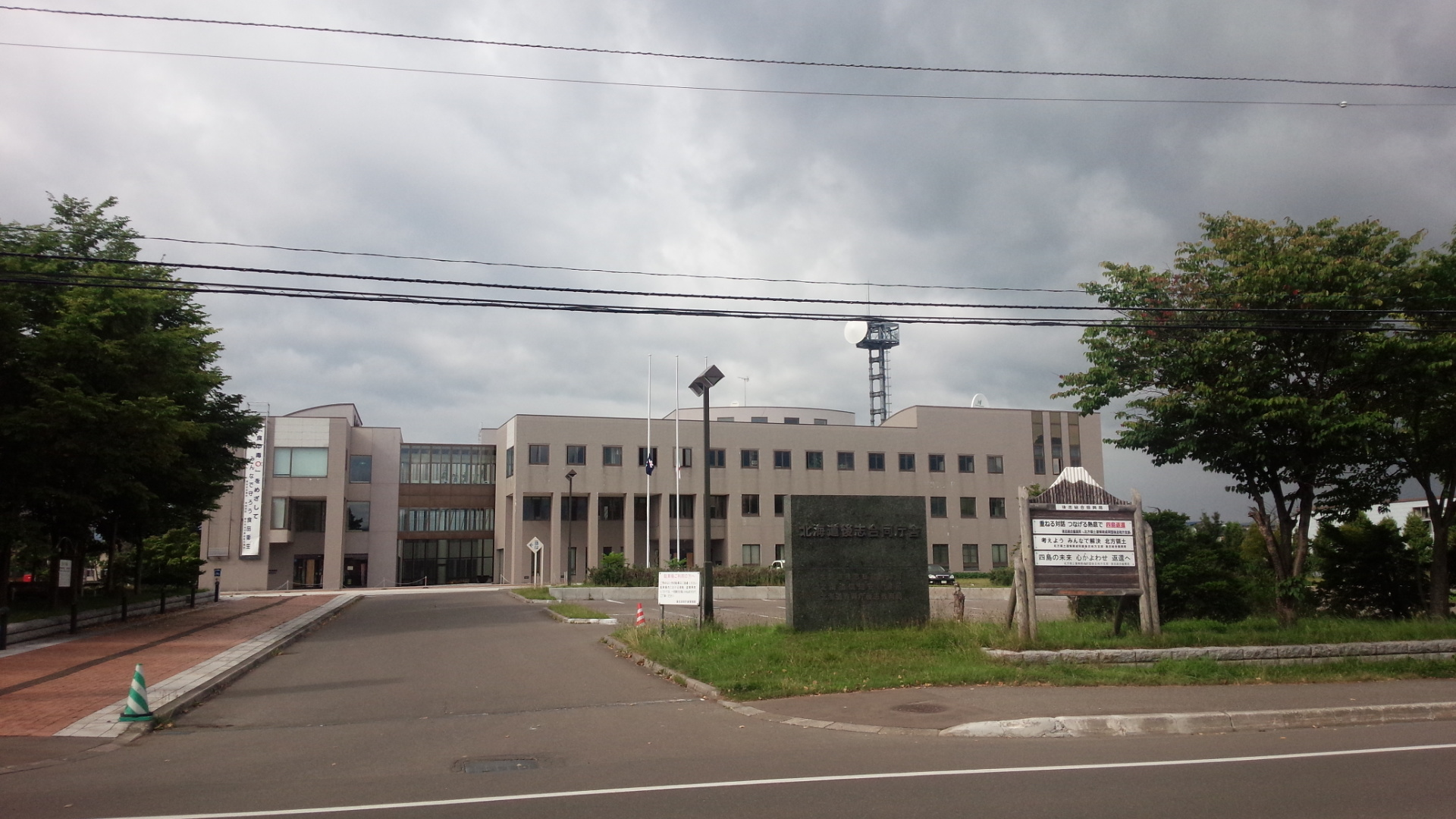
北海道後志合同庁舎（2017年8月）

## 公共施設
- 倶知安町公民館・文化福祉センター
- 倶知安町世代交流センター
- 倶知安町中小企業センター
- 後志労働福祉センター
- サンスポーツランドくっちゃん
- 倶知安町総合体育館
- 倶知安町営プール
- 倶知安町旭ケ丘スキー場
- 倶知安町営野球場
- 花園育成牧場
- 倶知安斎場
- 倶知安町清掃センター
- 倶知安町下水終末処理場

## 公的機関
警察
- 倶知安警察署
  - 駅前交番、寒別駐在所

消防
- 羊蹄山ろく消防組合消防本部・倶知安消防署

病院
- 倶知安厚生病院

電力
- 北海道電力倶知安営業所

新聞社
- 北海道新聞社俱知安支局

## 教育機関
倶知安町「子育て・教育」参照
字名のないものは市街地に所在。
高等学校
- 北海道倶知安高等学校
- 北海道倶知安農業高等学校（字旭）

中学校
- 倶知安町立倶知安中学校

小学校
- 倶知安町立倶知安小学校
- 倶知安町立北陽小学校
- 倶知安町立東小学校
- 倶知安町立西小学校
  - 樺山分校（字樺山）

保育所
- 倶知安保育所
- 俱知安みなみ保育所

幼稚園
- 倶知安幼稚園
- 倶知安藤幼稚園
- 倶知安めぐみ幼稚園

## 経済・産業
字名のないものは市街地に所在。
立地企業
- 伊井化学工業（字旭）
- 白木建設工業
- 瀬尾建設工業
- 千歳林業（字琴平）
- コアレックス道栄（字比羅夫）
- ニセコ運輸（字峠下）
- 二世古酒造（字旭）
- 横関建設工業

組合
- ホクレン倶知安支所
- ようてい農業協同組合（JAようてい）本所・倶知安支所
- 北海道農業共済組合（NOSAI北海道）後志支所・後志家畜診療センター[33]
- ようてい森林組合俱知安事業所[34]

スーパーマーケット
- 生活協同組合コープさっぽろ道央地区
  - 俱知安店
- 北雄ラッキー（CGCグループ）
  - ラッキー俱知安店
- イオン北海道（イオングループ）
  - マックスバリュ俱知安店

金融機関
- 北洋銀行倶知安支店
- 北海道信用金庫倶知安支店
- 北海道労働金庫倶知安支店
- JAバンク北海道（北海道信用農業協同組合連合会）JAようてい本所
- 北海道銀行NISEKO出張所（ニセコひらふ一条）※外国為替業務のみ

郵便
- 倶知安郵便局（集配局）
- 俱知安北郵便局
- 俱知安南郵便局
- 六郷簡易郵便局

宅配便
- ヤマト運輸千歳主管支店倶知安センター（字比羅夫）
- 佐川急便倶知安営業所

## 交通

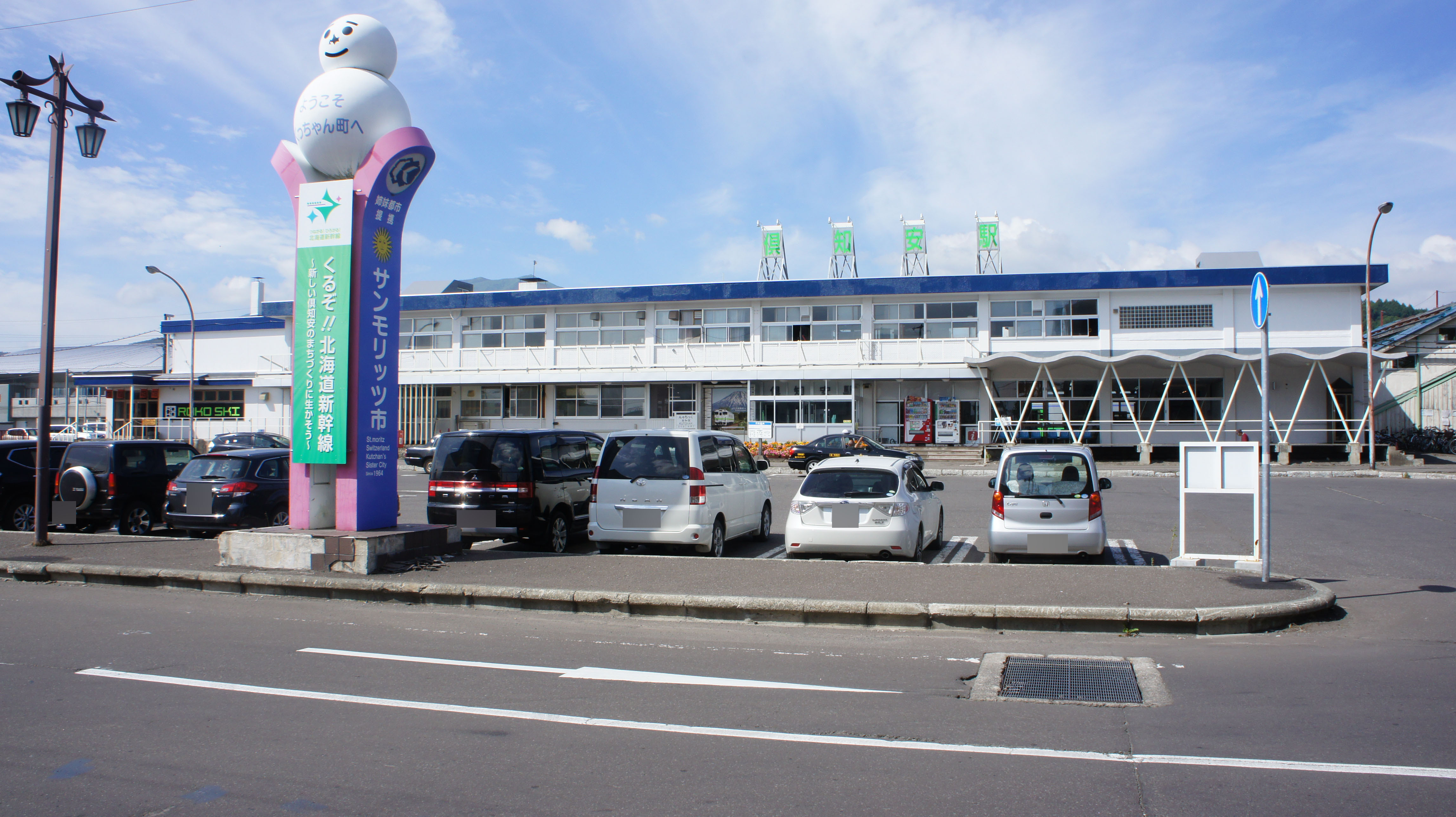
倶知安駅（2017年9月）

### 鉄道
北海道旅客鉄道（JR北海道）
- 函館本線：比羅夫駅 - 倶知安駅

建設中の北海道新幹線・新函館北斗駅 - 札幌駅間延伸時には、倶知安駅に新幹線の駅が設けられる予定。

#### 廃線となった鉄道
日本国有鉄道（国鉄）
- 胆振線：俱知安駅 - 六郷駅 - 参郷駅 - 寒別駅

### バス
- ニセコバス（中央バスグループ）
- 道南バス（倶知安営業所を設置）
- 北海道中央バス（高速ニセコ号）
- くっちゃんまちなか循環バス「じゃがりん号」[35]

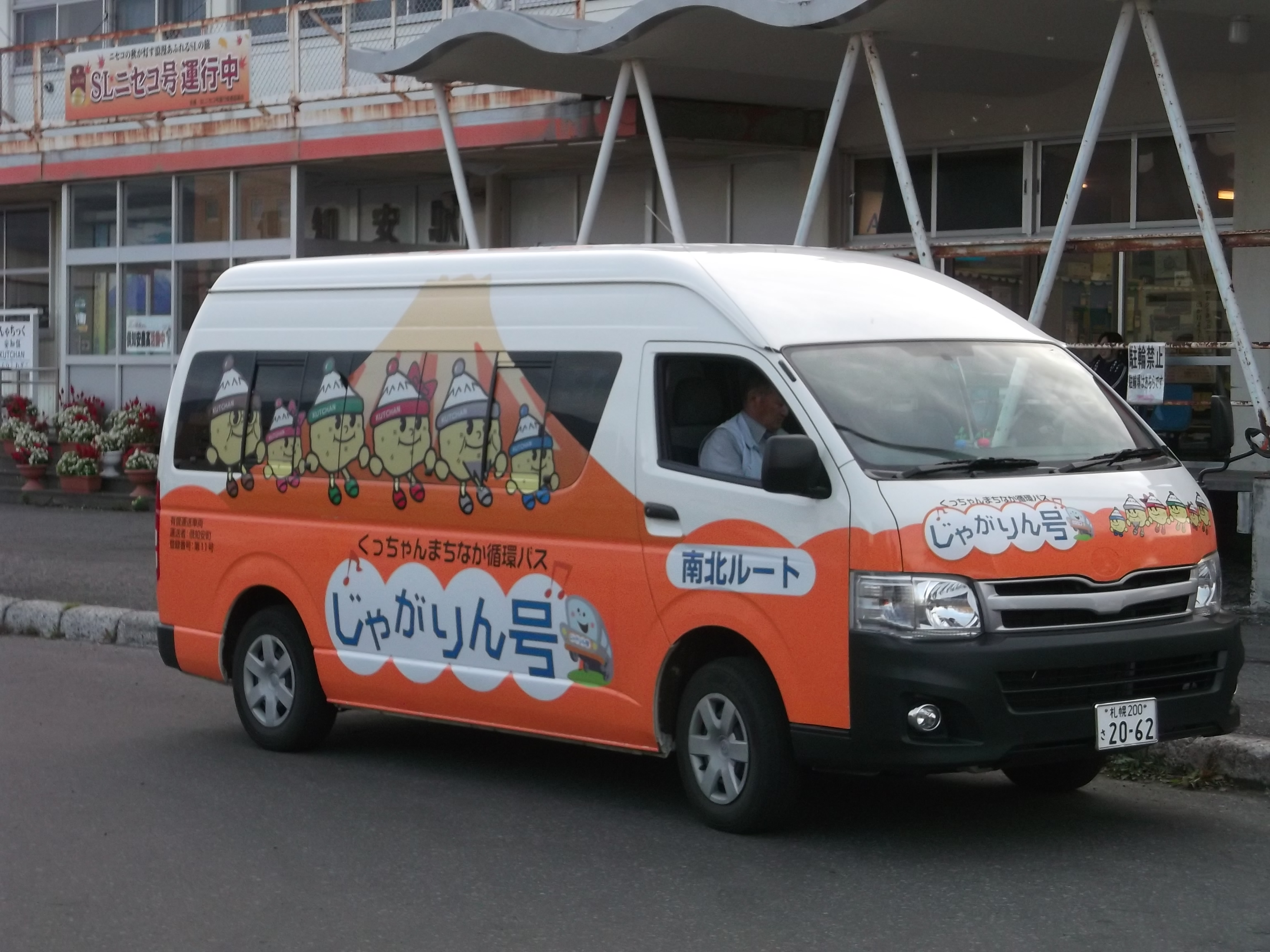
じゃがりん号南北ルート
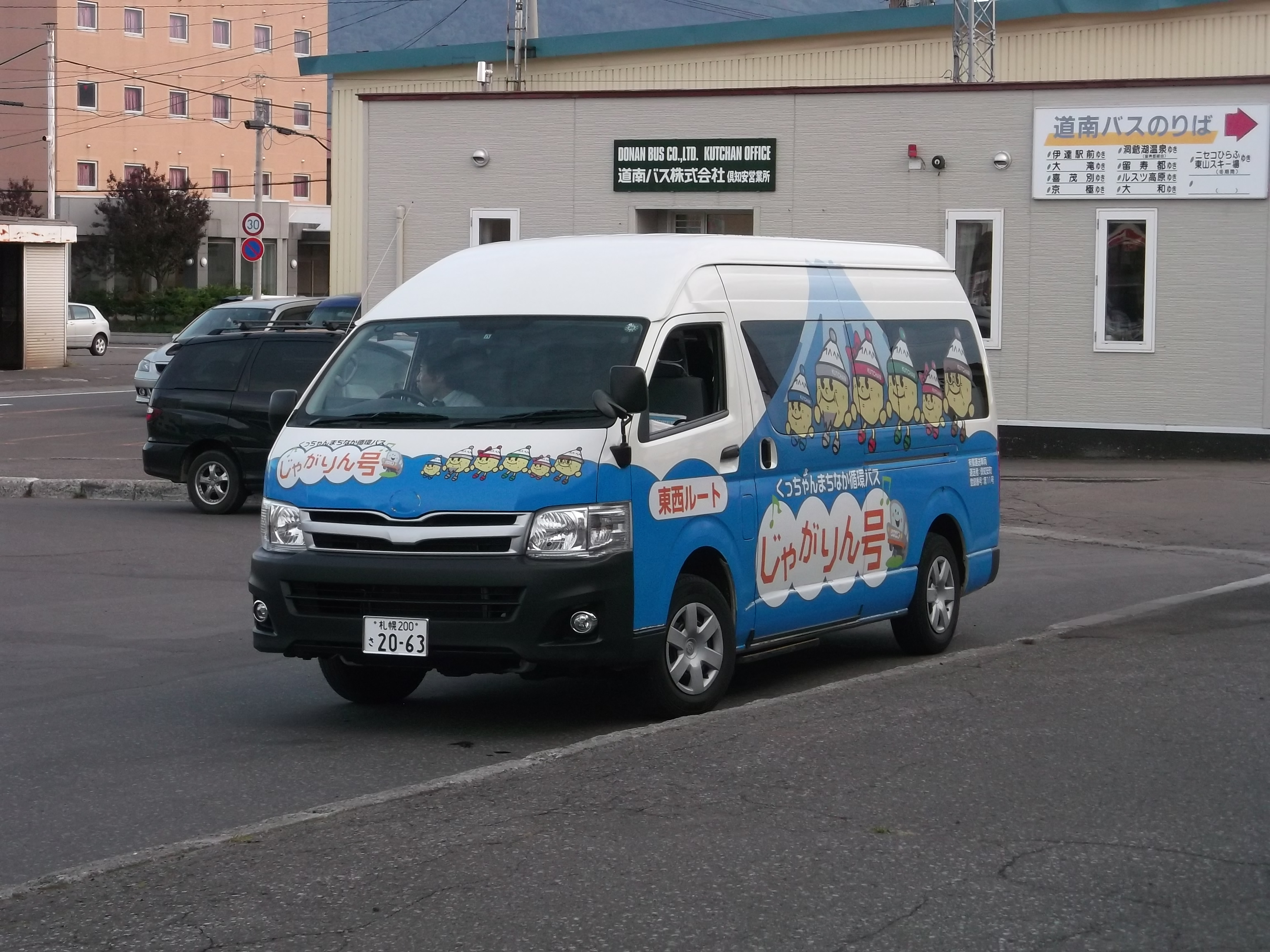
じゃがりん号東西ルート

### 道路
町内を通る幹線道路は、シーニックバイウェイの「支笏洞爺ニセコルート」になっている
- 一般国道自動車専用道路(A')
  - 倶知安余市道路（一部事業中）
- 一般国道
  - 国道5号
  - 国道276号
  - 国道393号
- 都道府県道
  - 北海道道58号倶知安ニセコ線
  - 北海道道271号倶知安停車場線
  - 北海道道343号蘭越ニセコ倶知安線
  - 北海道道478号京極倶知安線
  - 北海道道631号ニセコ高原比羅夫線

## 文化財
国指定
- 天然記念物
  - 後方羊蹄山の高山植物帯[37]

町指定
- 有形文化財
  - 大仏寺本堂の天井画 - 倶知安町指定有形文化財
- 民俗文化財
  - 倶知安赤坂奴（奴振り） - 倶知安町赤坂奴保存会
  - 羊蹄太鼓 - 羊蹄太鼓保存会 鼓流

近代化産業遺産
- イワオヌプリ硫黄鉱山[38]

## 観光・レジャー
字名のないものは市街地に所在。
- 倶知安町旭ケ丘スキー場（字旭）
- ホワイトアイルニセコ（字旭）
- ナチュラルリゾートニセコワイスホテル（字花園）※2015年に閉館
- ニセコHANAZONOリゾート（字岩尾別）
- HANAZONO GOLF（字旭）
- ニセコ東急 グラン・ヒラフ（ニセコひらふ1条）
- ニセコビレッジ（ニセコひらふ1条）
- 倶知安風土館
- 小川原脩記念美術館
- 覚王山金剛寺（北海道三十三観音霊場4番札所）

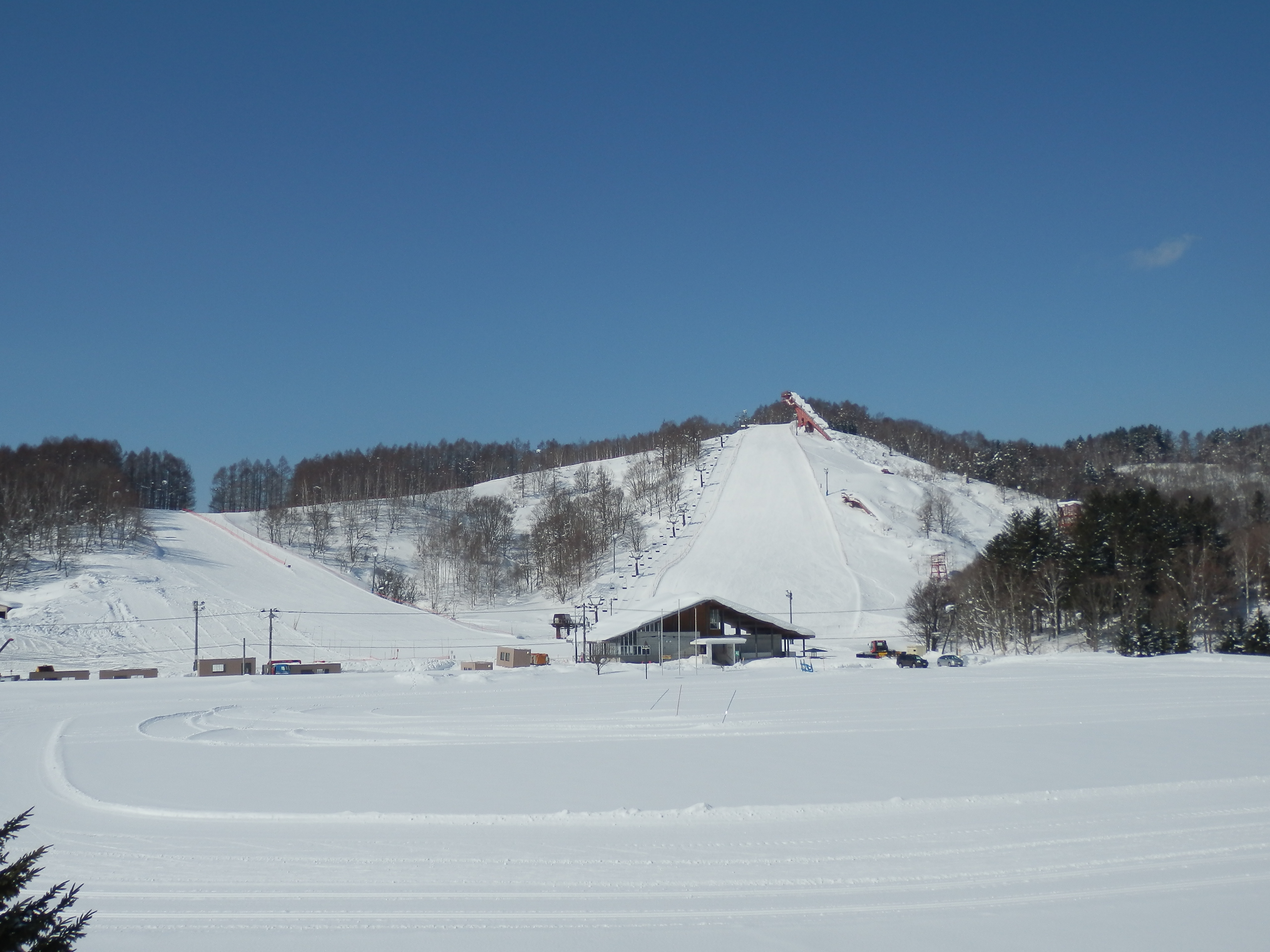
旭ケ丘スキー場（2014年）
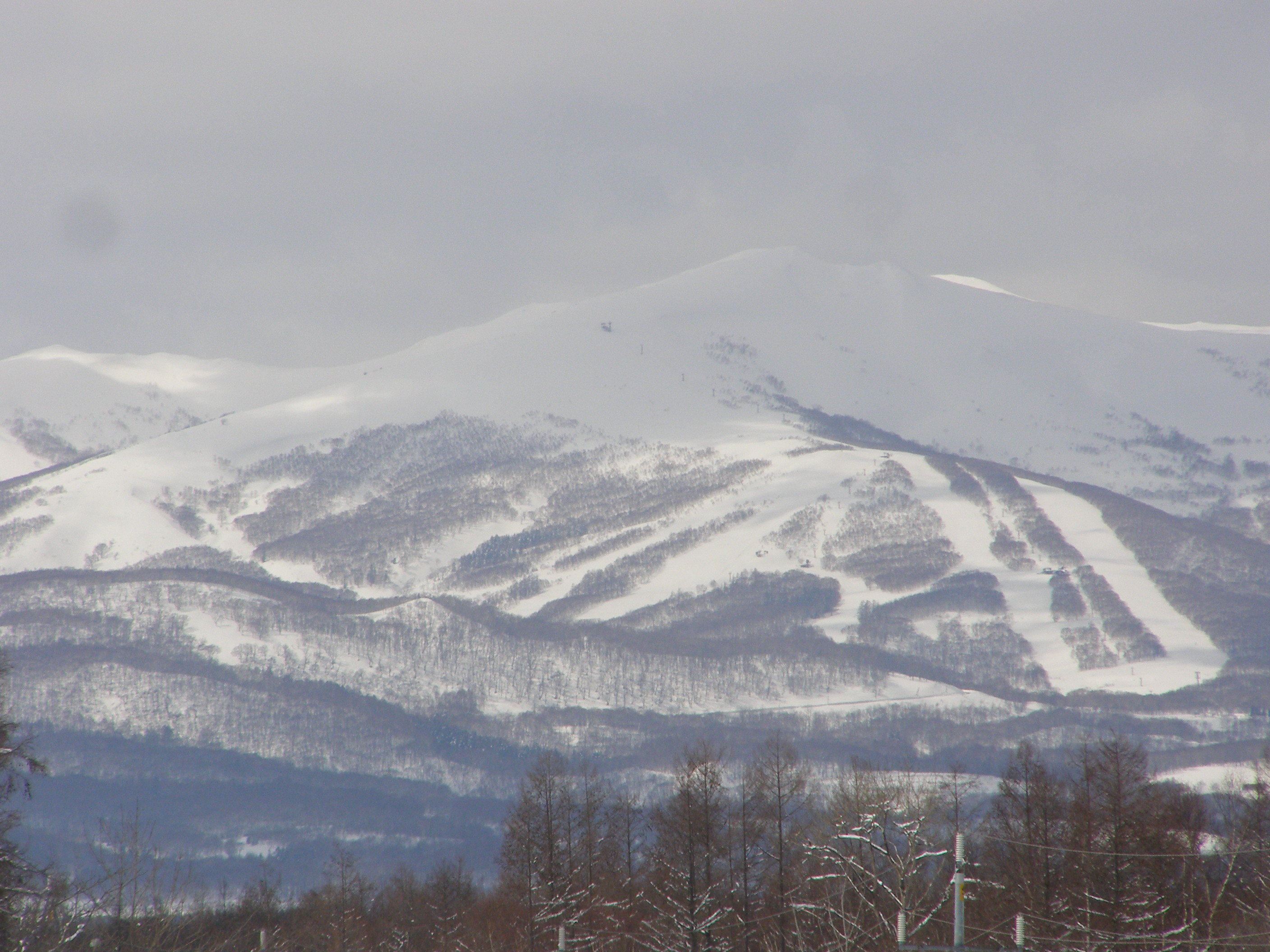
ホワイトアイルニセコ（2010年）
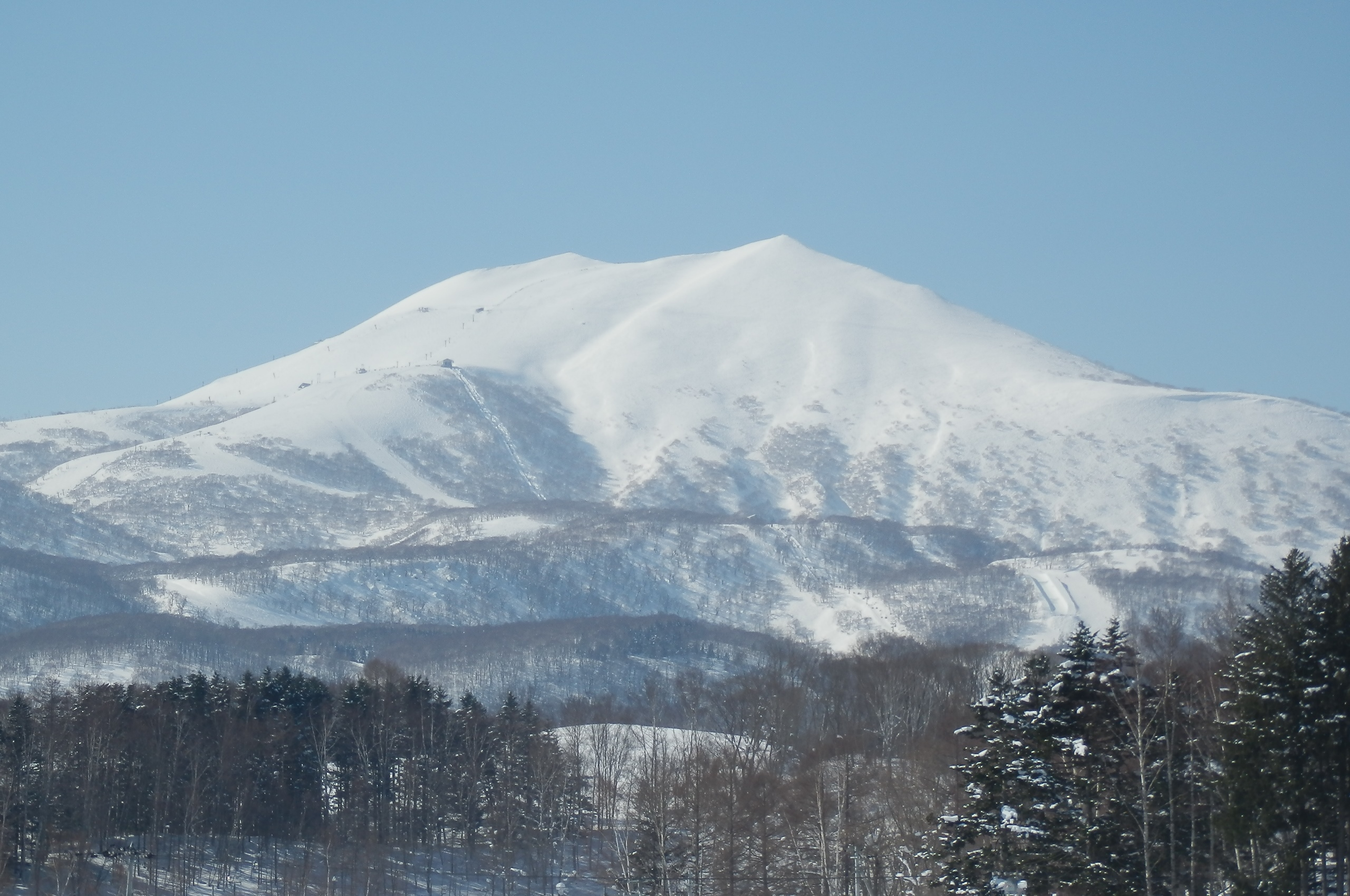
ニセコHANAZONOリゾート（2014年）
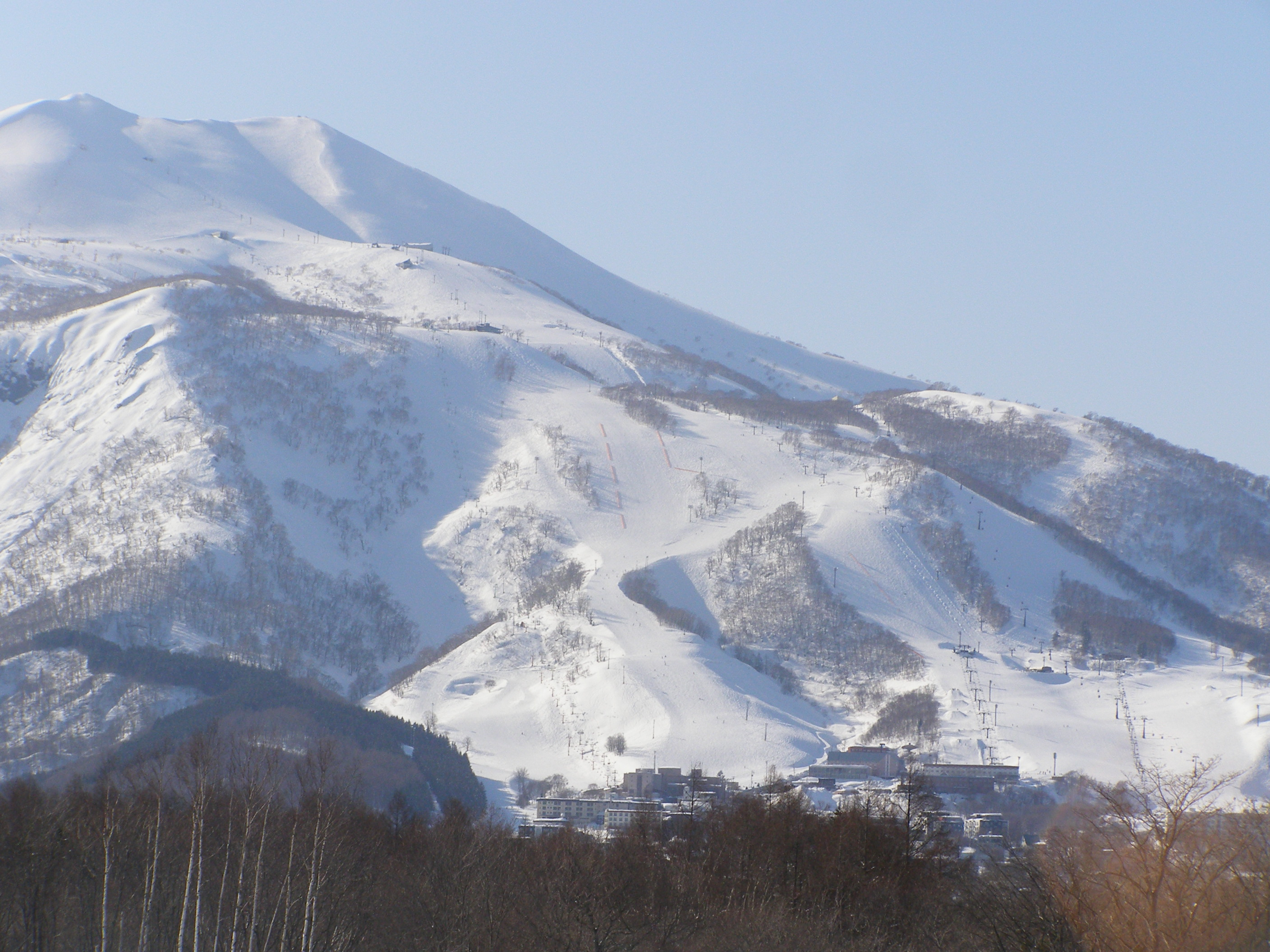
ニセコ東急 グラン・ヒラフ（2010年）
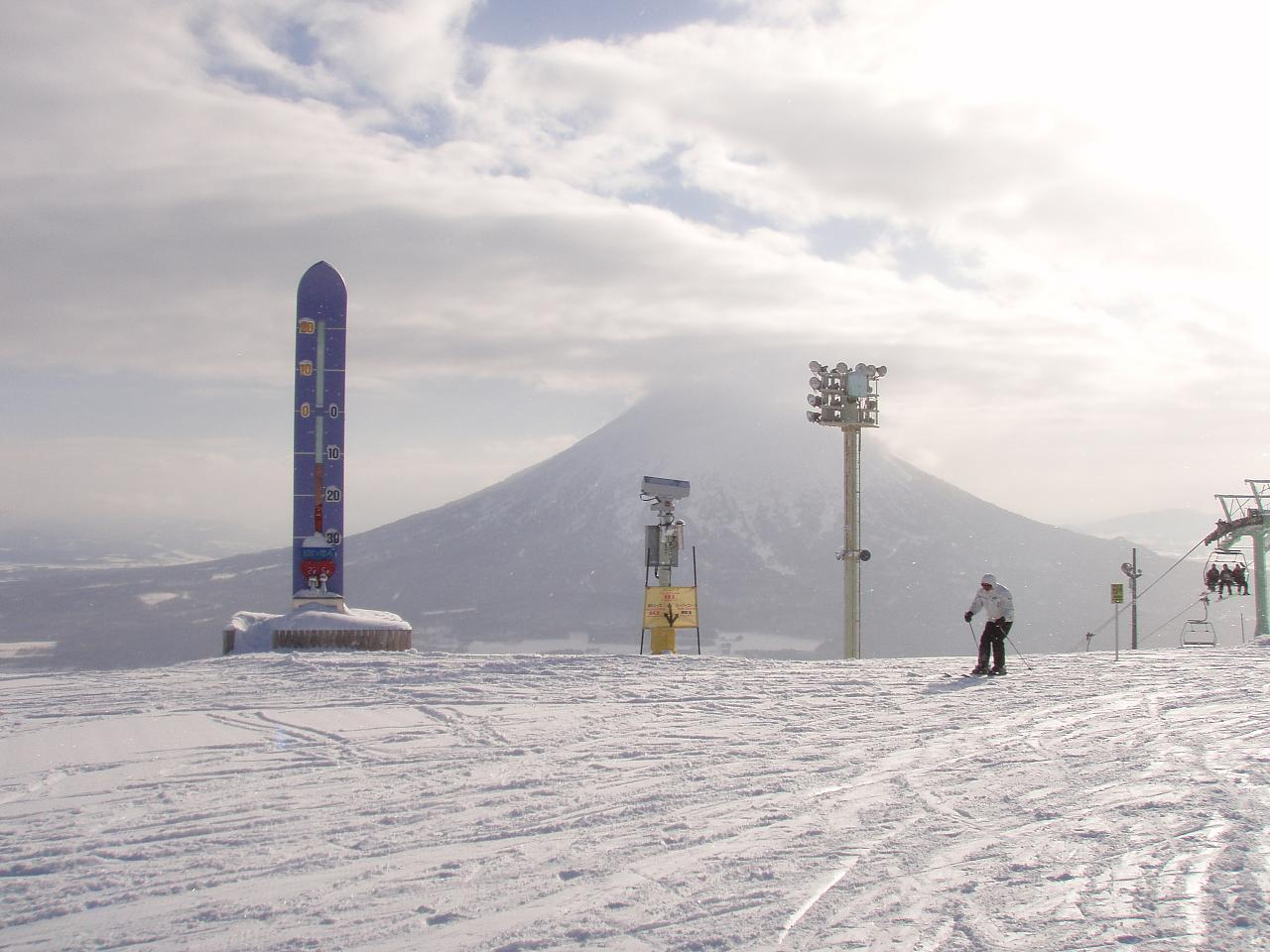
「白い恋人」温度計と羊蹄山（2008年）

## 祭事・催事
- 雪トピアフェスティバル（2月）
- くっちゃんじゃが祭り（8月）

## 名産・特産
- ジャガイモ
- 豪雪うどん
- ニセコ羊蹄コロッケ定食

## 人物
50音順

### 出身人物
- アッキー（タレント）
- 岩倉巻次（実業家）
- 江川淳（元クロスカントリースキー選手）
- 大森光章（小説家）
- 小川原脩（画家）
- 勝呂裕司（元ノルディック複合選手）
- 菊池均也（俳優）
- 近藤潤子（看護学者）
- 菅恭司（バイアスロン選手）
- Beモダン　SPARKS GO GO（ロックバンド）
- 千街晶之（ミステリ評論家）
- 外崎正次（経済学者）
- 中井孝治（スノーボード選手）
- 八反田角一郎（元読売テレビ社長）
- 開心那（スケートボード選手）
- 水月駿一郎（俳優）
- 山崎晃資（精神医学者）
- 山根あゆみ（北海道放送ラジオパーソナリティ）
- yukky（イラストレーター）
- 和島あみ（歌手）

### ゆかりのある人物
- 大野智弘（Kudan創業者。東京都品川区から倶知安町に移住）
- 気田義也（元アルペンスキー選手）
- 木森敏之（作曲家）
- 工藤誠二（元クロスカントリースキー選手）
- 琴音（作家。北海道函館市生まれ。倶知安町在住）
- 武富健治（漫画家。佐賀県生まれ）
- 出口弘之（バイアスロン選手）
- 福原吉春（元アルペンスキー選手）
- 松本江里子（タレント・歌手。東京都日野市生まれ）
- ゆうきまさみ（漫画家）

## 町民憲章・宣言
俱知安町民憲章
スキーの町宣言文